# Amboronabo
Amboronabo ist eine Gemeinde im Süden Madagaskars. Sie ist administrativ dem Distrikt Sakaraha unterstellt, der seinerseits zur Region  Atsimo-Andrefana gehört. Zu Beginn des 20. Jahrhunderts war Amboronabo Wirkungsort norwegischer Missionare, unter anderem von Olaf Nome. Im Jahre 2006 siedelten auf dem 900 Quadratkilometer umfassenden Gemeindegebiet etwa 73.000 Einwohner, die sich auf 11 Dörfer verteilen und hauptsächlich zur Ethnie der Bara gehören. Die Gemeinde lebt vor allem vom Anbau von  Reis, Mais, Maniok und in geringerem Maße von Erdnüssen. Darüber hinaus beschäftigen sich viele Menschen mit der Herstellung von Holzkohle; die Viehzucht ist nur wenig entwickelt. Die Sicherheitslage in Amboronabo ist zuweilen angespannt.